# Même pas fatigué
Singles de Magic System et Khaled
Zouglou Dance (Joie de vivre)
(2008) Ambiance à l'africaine
Singles par Khaled
Wana wana
(2001) C'est la vie
(2012)
Même pas fatigué est une chanson de Magic System et du chanteur Cheb Khaled sortie le 2 mars 2009. Il est le premier single de l'album de Khaled Liberté qui est la 18e piste de l'album, et apparaît également sur l'album de Kore Rai'N'B Fever : Même pas fatigué sur le second disque. La chanson a été numéro un pendant sept semaines non consécutives en France, devenant le premier single numéro un des Magic System et leur single le plus vendu en France. Il a été également beaucoup diffusé à la radio. Dans le clip, on peut voir le joueur de football Franck Ribéry.

## Liste des pistes
CD single
1. Même pas fatigué !!! —
2. "Même pas fatigué !!! (Remix pour les clubs de DJ Djul'S) —

Téléchargement
1. Même pas fatigué !!! —
2. Même pas fatigué !!! (Remix pour les clubs de DJ Djul'S) —

## Classements
| Classement (2009)       | Meilleure position |
| ----------------------- | ------------------ |
| Belgique (Fr.)          | 12                 |
| Europe                  | 4                  |
| France (Téléchargement) | 2                  |
| France                  | 1                  |
| Suisse                  | 49                 |

| Classement de fin d'année (2009) | Position |
| -------------------------------- | -------- |
| Belgique (Fr.)                   | 60       |
| Europe                           | 27       |
| France                           | 2        |